# Komety (album)
Komety – debiutancki album muzyczny zespołu Komety, wydany w 2003 roku przez wytwórnię Jimmy Jazz Records na płytach CD, oraz kasetach magnetofonowych. W 2006 roku płyta została zremasterowana i wydana ponownie jako digipak z dodatkiem multimedialnym w postaci teledysków.

## Lista utworów
1. "Król Flipperów"
2. "Nuda Nuda Nuda"
3. "Samobójczynie"
4. "Graveyard Stroll"
5. "Lonley Sky"
6. "Tak czy nie?
7. "Blue Moon"[3]
8. "Love At first Bite"
9. "Gdzie ona jest?"
10. "Runaway"[4]

## Twórcy
- Lesław - śpiew, gitara
- Arkus - perkusja, śpiew
- Pleban - kontrabas, śpiew